# Serrivomer
Serrivomer es un género de peces de la familia Serrivomeridae. Fue descrito por Theodore Gill y John A. Ryder en 1883.

## Especies
- Serrivomer beanii T. N. Gill y Ryder, 1883
- Serrivomer bertini Bauchot, 1959
- Serrivomer garmani Bertin, 1944
- Serrivomer jesperseni Bauchot, 1953
- Serrivomer lanceolatoides (E. J. Schmidt, 1916)
- Serrivomer neocaledoniensis Bauchot, 1959
- Serrivomer samoensis Bauchot, 1959
- Serrivomer schmidti Bauchot, 1953
- Serrivomer sector Garman, 1899